# Kattakada
Kattakada (malabar: കാട്ടാക്കട) es una localidad del estado indio de Kerala, constituida administrativamente como un taluk del distrito de Thiruvananthapuram.
En 2001, la localidad tenía una población de 37 463 habitantes. Adquirió estatus de taluk en 2014, abarcando los suburbios orientales de la capital Thiruvananthapuram.
Hasta principios del siglo XIX era una aldea de pequeño tamaño. A principios del siglo XIX, un grupo de comerciantes procedentes de Tamil Nadu crearon un mercado en torno a un baniano de la localidad, dando origen al actual topónimo, que significa "mercado del baniano". Con el tiempo, la zona se desarrolló como un área urbana periférica de la capital estatal.
Se ubica unos 15 km al este de la capital distrital Thiruvananthapuram.